# Минерва (тауншип, Миннесота)
Минерва (англ. Minerva) — тауншип в округе Клируотер, Миннесота, США. На 2000 год его население составило 283 человека.

## География
По данным Бюро переписи населения США площадь тауншипа составляет 93,6 км², из которых 89,4 км² занимает суша, а 4,2 км² — вода (4,48 %).

## Демография
По данным переписи населения 2000 года здесь находились 283 человека, 97 домохозяйств и 76 семей.  Плотность населения —  3,2 чел./км².  На территории тауншипа расположено 120 построек со средней плотностью 1,3 построек на один квадратный километр. Расовый состав населения: 92,93 % белых, 3,89 % коренных американцев, 1,06 % азиатов и 2,12 % приходится на две или более других рас. Испанцы или латиноамериканцы любой расы составляли 0,71 % от популяции тауншипа.
Из 97 домохозяйств в 38,1 % воспитывались дети до 18 лет, в 67,0 % проживали супружеские пары, в 6,2 % проживали незамужние женщины и в 21,6 % домохозяйств проживали несемейные люди. 14,4 % домохозяйств состояли из одного человека, при том 4,1 % из — одиноких пожилых людей старше 65 лет. Средний размер домохозяйства — 2,92, а семьи — 3,28 человека.
29,7 % населения — младше 18 лет, 9,2 % — в возрасте от 18 до 24 лет, 25,4 % — от 25 до 44, 22,6 % — от 45 до 64, и 13,1 % — старше 65 лет. Средний возраст — 32 года. На каждые 100 женщин приходилось 109,6 мужчин.  На каждые 100 женщин старше 18 приходилось 105,2 мужчин.
Средний годовой доход домохозяйства составлял 39 167 долларов, а средний годовой доход семьи —  43 125 долларов. Средний доход мужчин — 38 125  долларов, в то время как у женщин — 22 083. Доход на душу населения составил 15 561 доллар. За чертой бедности находились 14,1 % семей и 17,6 % всего населения тауншипа, из которых 28,9 % младше 18 лет.